# Shake Milton
Malik Benjamin «Shake» Milton (Owasso, Oklahoma; 26 de septiembre de 1996) es un baloncestista estadounidense que pertenece a la plantilla de Los Angeles Lakers de la NBA. Con 1,96 metros de estatura, juega en la posición de escolta.

## Trayectoria deportiva

### Universidad
Jugó tres temporadas con los Mustangs de la Universidad Metodista del Sur, en las que promedió 13,4 puntos, 3,9 rebotes, 3,9 asistencias y 1,1 robos de balón por partido. En su primera temporada fue incluido en el mejor quinteto de rookies de la American Athletic Conference, mientras que en las dor restantes lo fue en el segundo mejor quinteto absoluto de la conferencia.

#### Estadísticas
| Año     | Equipo | PJ | PT | MPP  | %TC  | %3P  | %TL  | RPP | APP | ROB | TPP | PPP  |
| ------- | ------ | -- | -- | ---- | ---- | ---- | ---- | --- | --- | --- | --- | ---- |
| 2015–16 | SMU    | 30 | 23 | 32.7 | .477 | .426 | .725 | 3.0 | 2.7 | .8  | .3  | 10.5 |
| 2016–17 | SMU    | 35 | 35 | 35.4 | .437 | .423 | .758 | 4.1 | 4.5 | 1.3 | .3  | 13.0 |
| 2017–18 | SMU    | 22 | 22 | 36.4 | .449 | .434 | .847 | 4.7 | 4.4 | 1.4 | .6  | 18.0 |
| Total   | Total  | 87 | 80 | 34.7 | .452 | .427 | .791 | 3.9 | 3.9 | 1.1 | .4  | 13.4 |

### Profesional
Fue elegido en la quincuagésimo cuarta posición del Draft de la NBA de 2018 por Dallas Mavericks, pero esa misma noche sus derechos fueron traspasados a los Philadelphia 76ers a cambio de las elecciones 56 y 60 del draft, Ray Spalding y Kostas Antetokounmpo. Debutó en la NBA el 30 de noviembre de 2018 ante Washington Wizards anotando 5 puntos. Esa temporada, disputó 20 encuentros con el primer equipo.
En su segunda temporada en Philadelphia, disputa 40 encuentros (24 de ellos como titular) y alcanza el máximo de anotación de su carrera con 39 puntos ante Los Angeles Clippers el 1 de marzo de 2020, empatando además un récord de la NBA de la mayor cantidad de triples consecutivos (13) en un lapso de tres partidos.
En el tercer año, disputa 63 encuentros y consigue 31 puntos el 14 de enero de 2021 ante Miami Heat.
En su cuarto año en Philadelphia, disputa 55 encuentros con el primer equipo, llegando a anotar 30 puntos ante Detroit Pistons el 10 de abril de 2022.
Tras cinco temporadas con los 76ers, el 9 de julio de 2023, firma como agente libre con Minnesota Timberwolves por dos años y $10 millones. El 7 de febrero de 2024 es traspasado, junto a Troy Brown Jr., a Detroit Pistons a cambio de Monté Morris, pero el 1 de marzo, tras solo cuatro partidos, acordó la rescisión de su contrato.
El 5 de marzo de 2024 firmó con los New York Knicks. El 4 de julio es traspasado a los Brooklyn Nets.
El 29 de diciembre de 2024 fue traspasado a Los Angeles Lakers junto con Dorian Finney-Smith a cambio de D’Angelo Russell, Maxwell Lewis y tres futuras segundas rondas del Draft.

## Estadísticas de su carrera en la NBA

### Temporada regular
| Año     | Equipo       | PJ  | PT | MPP  | %TC  | %3P  | %TL   | RPP | APP | ROB | TPP | PPP  |
| ------- | ------------ | --- | -- | ---- | ---- | ---- | ----- | --- | --- | --- | --- | ---- |
| 2018-19 | Philadelphia | 20  | 0  | 13.4 | .391 | .318 | .714  | 1.8 | .9  | .4  | .4  | 4.4  |
| 2019-20 | Philadelphia | 40  | 24 | 20.1 | .484 | .430 | .785  | 2.2 | 2.6 | .5  | .2  | 9.4  |
| 2020-21 | Philadelphia | 60  | 4  | 23.2 | .450 | .350 | .830  | 2.3 | 3.1 | .6  | .3  | 13.0 |
| 2021-22 | Philadelphia | 55  | 6  | 21.4 | .429 | .323 | .836  | 2.6 | 2.5 | .5  | .3  | 8.2  |
| 2022-23 | Philadelphia | 76  | 11 | 20.6 | .479 | .378 | .853  | 2.5 | 3.2 | .3  | .2  | 8.4  |
| 2023-24 | Minnesota    | 38  | 0  | 12.9 | .400 | .264 | .818  | 1.3 | 1.3 | .4  | .1  | 4.7  |
| 2023-24 | Detroit      | 4   | 0  | 15.8 | .423 | .333 | .667  | 4.5 | 1.5 | .5  | .3  | 6.8  |
| 2023-24 | New York     | 6   | 0  | 4.6  | .444 | .500 | 1.000 | 1.0 | .7  | .2  | .0  | 1.8  |
| 2024-25 | Brooklyn     | 27  | 1  | 18.2 | .465 | .389 | .758  | 1.9 | 2.4 | .6  | .0  | 7.4  |
| 2024-25 | L.A. Lakers  | 30  | 1  | 11.5 | .433 | .294 | .846  | 1.8 | 1.3 | .3  | .1  | 3.9  |
| Total   | Total        | 359 | 47 | 18.7 | .451 | .358 | .824  | 2.2 | 2.4 | .5  | .2  | 8.1  |

### Playoffs
| Año   | Equipo       | PJ | PT | MPP  | %TC  | %3P  | %TL   | RPP | APP | ROB | TPP | PPP  |
| ----- | ------------ | -- | -- | ---- | ---- | ---- | ----- | --- | --- | --- | --- | ---- |
| 2020  | Philadelphia | 4  | 4  | 31.5 | .477 | .400 | .857  | 3.3 | 2.8 | .5  | .0  | 14.5 |
| 2021  | Philadelphia | 12 | 0  | 10.1 | .319 | .421 | .933  | .8  | .8  | .3  | .1  | 4.3  |
| 2022  | Philadelphia | 12 | 0  | 13.2 | .474 | .533 | .800  | 1.6 | .9  | .5  | .3  | 5.0  |
| 2023  | Philadelphia | 6  | 0  | 3.5  | .600 | .000 | 1.000 | .5  | .3  | .3  | .0  | 1.3  |
| 2024  | New York     | 4  | 0  | 5.5  | .000 | .000 | .833  | .3  | .5  | .3  | .0  | 1.3  |
| 2025  | L.A. Lakers  | 4  | 0  | 2.0  | .000 | —    | —     | .0  | .0  | .0  | .0  | .0   |
| Total | Total        | 40 | 4  | 11.3 | .404 | .419 | .860  | 1.1 | .9  | .4  | .1  | 4.6  |